# Arthur Francis St Clair Collins
Arthur Francis St Clair Collins, britanski general, * 1892, † 1980.